# Dictyna namulinensis
Dictyna namulinensis är en spindelart som beskrevs av Hu 200. Dictyna namulinensis ingår i släktet Dictyna och familjen kardarspindlar. Inga underarter finns listade i Catalogue of Life.